# دوكلا براغ
دوكلا براغ هو نادي كرة قدم في التشيك تأسس في 1948 يقع في براغ.